# Татаренков, Никита Дмитриевич
Никита Дмитриевич Татаренков (род. 15 сентября 1975, Серпухов, Московская область, РСФСР, СССР) — российский актёр театра и кино. Заслуженный артист Российской Федерации (2016).

## Биография
Родился в Серпухове в семье кадрового военного, первые годы жизни прошли в Мирном Архангельской области, где в ракетных войсках служил его отец. В 1992 году поступил в Высшее театральное училище им. Щукина на курс Юрия Шлыкова.
Первой работой в театре была роль в театральной трилогии по роману «Идиот» Фёдора Достоевского, сыграв гимназиста Колю Иволгина, за которую в 1996 году получил премию «Дебют года»[уточнить]. Сотрудничал с Театральным товариществом 814. Первая роль в кино — юнкер Алибеков в фильме Никиты Михалкова «Сибирский цирюльник». Состоит в труппе Московского драматического театра имени М. Н. Ермоловой.
Женат. Жена — Герун Оксана Анатольевна (21.09.1981), актриса. Дочь София.

## Фильмография
1. 1995—1996 — «Русский проект», режиссёры Д. Евстигнеев, К. Эрнст и другие — парень-выпускник / новобранец в Чечне
2. 1998 — «Сибирский цирюльник», режиссёр Н. Михалков — юнкер Алибеков
3. 2000 — «Империя под ударом», режиссёр С. Газаров, А. Малюков — Иван Платонович Каляев
4. 2003 — «Дело пеликанов»
5. 2005 — «Золотой телёнок», режиссёр У. Шилкина — Шура Балаганов
6. 2005 — «Игроки» (фильм-спектакль), режиссёр П. Шепотинник, О. Меньшиков — Глов-младший
7. 2005 — «Охота за тенью», режиссёр К. Шафоренко — Эндрю
8. 2007 — «Безумный ноябрь» режиссёры Роман Шома, Игорь Рыжков — Андрей Климин
9. 2009 — «Адмиралъ (сериал)», режиссёр Андрей Кравчук — поручик
10. 2011 — «Грозные времена», режиссёр Александр Даруга — воевода Иван Шуйский
11. 2012 — «В зоне риска» (4-я серия), режиссёр Владимир Котт — Илья Ильич Буркалин

## Работы в театре
- «Идиот» , режиссёр Сергей Женовач — гимназист Коля Иволгин
- «Ночь перед Рождеством», режиссёр Сергей Женовач, — Чёрт
- «Горе от ума», режиссёр Олег Меньшиков   — Г.Д.
- «Кухня», режиссёр Олег Меньшиков  — Новенький, Зигфрид.
- «Игроки», режиссер Олег Меньшиков  — Глов младший
- «Сны Родина Романовича», режиссёр Павел Сафонов  — Маски
- «Оркестр мечты.Медь», режиссёр Олег Меньшиков
- «Ромео и Джульетта», режиссёр Денис Азаров  — Тибальт
- «Из пустоты ...», режиссёр Олег Меньшиков
- «Гамлет», режиссёр Валерий Саркисов  —Лаэрт
- «Ревизор», режиссёр Сергей Землянский  — Осип, унтер офицерская вдова
- «Счастливчики», режиссёр Олег Меньшиков  — доктор Мареш
- «Чайковский», режиссёр Александр Созонов  — Отец Александр
- «Макбет», режиссёр Олег Меньшиков  — охранник
- «Пролетая над гнездом кукушки», режиссёр Дмитрий Акриш  — МакМёрфи